# Lâm Cung Thánh Mẫu

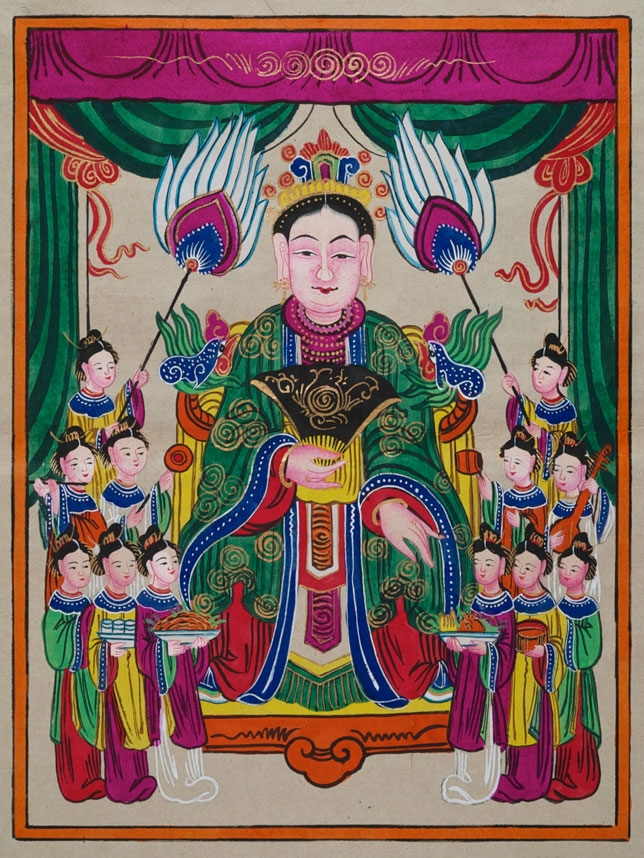
Mẫu Thượng Ngàn trong tranh Hàng Trống

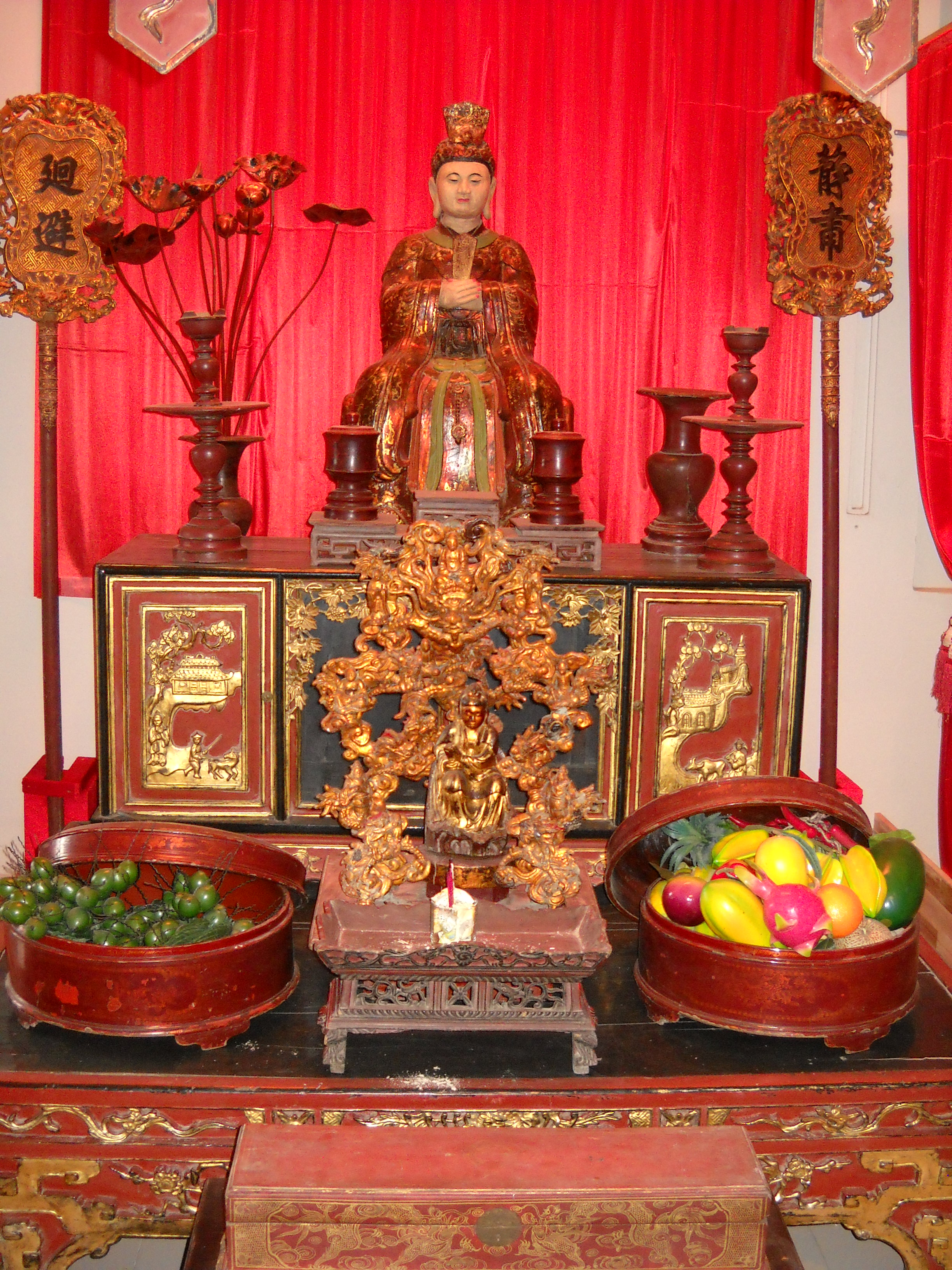
bàn thờ mẫu Thượng Ngàn

Lâm Cung Thánh Mẫu (林宮聖母) hay Mẫu Thượng Ngàn (母上𡶨) hoặc Bà Chúa Thượng Ngàn (婆主上𡶨), Thượng Ngàn Lê Mại Đại Vương (上岸黎邁大王) là một trong ba vị Thánh Mẫu được thờ cúng tại điện Mẫu, cạnh đình, chùa của người Việt, chủ yếu ở miền bắc và miền trung Việt Nam. Trong khoa cúng của Đạo Mẫu Tứ Phủ, Mẫu được tôn xưng là Mẫu Đệ Tứ Nhạc Tiên.
Bà được tạc thành hình một phụ nữ đẹp, phúc hậu, ngồi ở tư thế thiền, chân xếp bằng và hai tay chắp và mang trang phục màu xanh khi được đặt cùng hai vị mẫu kia là Mẫu Đệ Nhất Thiên Tiên và Mẫu Đệ Tam Thuỷ Tiên hoặc được thờ riêng trong một điện. Việc thờ phụng Mẫu Thượng Ngàn là một đặc điểm của tín ngưỡng gắn liền với núi rừng của người Việt. Bà là một nhân vật mang tính truyền thuyết và đóng vai trò quan trọng trong tín ngưỡng Tam Phủ, Tứ Phủ.

## Thân thế

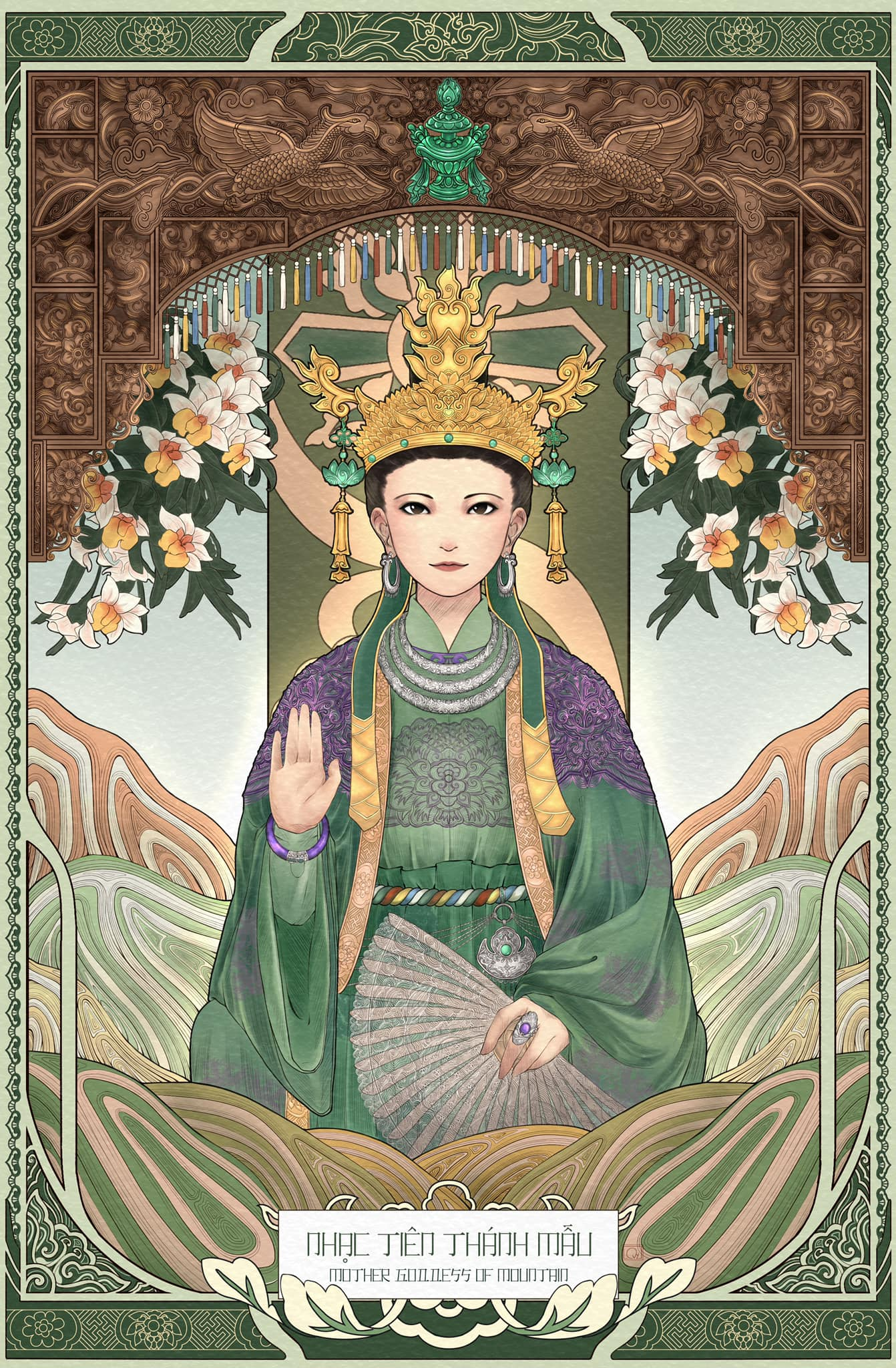
Tranh vẽ Mẫu Đệ Tứ Nhạc Tiên trong trang phục nhà Lê, bởi hoạ sĩ Lunae Lumen. Tranh thuộc dự án Thánh Nhan của trang Four Palaces - Tứ Phủ

Thần tích này liên quan đến đền Bắc Lệ, Hữu Lũng, tỉnh Lạng Sơn. Mẫu Thượng Ngàn là con gái của Sơn Tinh (tức Vua Cha Nhạc Phủ) và Mỵ Nương Ngọc Hoa (媚娘玉花) trong truyền thuyết Sơn Tinh - Thủy Tinh. (Mỵ Nương là danh hiệu gọi con gái của Hùng Vương, tương tự như "Công Chúa").
Mẫu được cha mẹ đặt tên là La Bình. Khi còn trẻ là cô gái đức hạnh, tài sắc vẹn toàn; hay thường được cha cho đi cùng khắp mọi nơi. Vì thế nên La Bình học hỏi được nhiều điều. Thêm phần sáng dạ, La Bình luôn tỏ ra là một người đầy bản lĩnh, tự chủ trong giao tiếp, thành thạo mọi việc. Các sơn thần, tù trưởng đặc biệt quý trọng nàng, xem nàng là đại diện xứng đáng của Sơn Thánh.
Khi Sơn Tinh và Mỵ Nương Ngọc Hoa về trời theo lệnh của Ngọc Hoàng Thượng Đế, La Bình thay cha đảm nhận công việc dưới trần, nghĩa là trông coi tất cả 81 cửa rừng và các miền núi non hang động, các miền trung du đồi bãi của nước Nam. Mẫu luôn chăm chỉ làm tròn các trọng trách của mình. Bà bảo ban các loài cầm thú phải biết sống hòa hợp,... Bà cải tiến và hoàn thiện những gì mà trước kia cha của bà chỉ mới bắt đầu. Làm nhà không chỉ vững chải mà còn chạm trổ cho đẹp đẽ. Ở mũi các thuyền độc mộc khắc hình hai đầu rồng chạm hẳn vào nhau. Cách nấu nướng thức ăn có thêm nhiều món mới. Công việc đồng áng, bà cũng dạy mọi người cách lấy ống bương để dẫn nước từ khe núi xuống, phân phát hạt giống. Chăn nuôi thêm nhiều giống gia cầm gia súc, trồng trọt thêm những hoa thơm trái lạ.

#### Khởi nghĩa Lam Sơn
Thời kỳ khởi nghĩa Lam Sơn, lúc ấy lực lượng nghĩa quân còn yếu, thánh mẫu báo mộng cho vua Lê rằng phải rút quân ngay vì địa hình ở đây không thuận lợi, Khi vua Lê chưa kịp rút quân thì quân nhà Minh đánh đến bao vây. Nghĩa quân chống cự không nổi, tan tác mỗi người một nơi. Vua Lê và Nguyễn Trãi chạy thoát thân nhưng trong rừng núi, với trời đã tối, không tìm thấy đường đi. Trong đêm tối, bà đã hóa phép thành đàn đom đóm màu trắng sáng như ngọn đuốc, soi đường cho quân sĩ, tập hợp và dẫn dắt họ đi vào đất Mường Yên, về cơ sở núi Chí Linh. Ánh đuốc thiêng của Mẫu Thượng Ngàn chỉ quân sĩ của Lê Lợi biết được, quân Minh không thể nào nhìn thấy. Trong một lần thao lược Nguyễn Trãi đã chỉ ra chính sách đánh giặc do thánh mẫu chỉ đường: phải bảo vệ được cứ địa là núi Chí Linh. Quân ta bị đánh úp 3-4 lần những đều rút về Chí Linh an toàn.
Ở Chí Linh, nghĩa quân vừa sản xuất, vừa tập luyện và tập hợp, phát triển thêm lực lượng. Gian khổ không tài nào kể xiết; nhưng nhờ sự che chở của công chúa Thượng Ngàn, quân đội Lê Lợi vẫn ngày một thêm lớn mạnh.
Để ghi nhớ công ơn phù âm giúp đỡ của bà, đền Mẫu Thượng Ngàn tại Bắc Lệ được dựng lên. Những người đi rừng muốn được bình yên, vạn sự tai qua nạn khỏi, thường đến cầu xin sự che chở, phù trợ. Ai muốn săn bắt hay khai thác thứ gì trong rừng cũng đặt lễ, thắp hương, cầu xin để được Mẫu chấp thuận.
Sau khi lên ngôi, Lê Thái Tổ phong bà là Lê Mại Đại Vương, Diệu Tín Thiền Sư.

#### Huyền tích Chi Lăng - Xương Giang
Tháng 11/1426, quân khởi nghĩa Lam Sơn đại phá quân Minh trong trận Tốt Động - Chúc Động. Năm vạn quân Minh bị diệt, hơn một vạn quân bị bắt sống, chưa kể số chạy qua sông Ninh Giang bị chết đuối. Bản thân Vương Thông bị thương. Kế hoạch dùng 10 vạn quân để phản công của Vương Thông bị sụp đổ khiến viên tướng này phải cố thủ trong thành Đông Quan.
Vương Thông bí thế muốn đầu hàng, bèn viết thư xin giảng hòa để rút toàn quân về. Lê Lợi đã bằng lòng, sai người đi làm giao ước. Tuy nhiên, lúc đó các tướng người Việt là Trần Phong và Lương Nhữ Hốt sợ khi quân Minh rút về thì bản thân mình sẽ bị giết, bèn nói với Vương Thông:
"Trước đây quân Ô Mã Nhi bị thua ở sông Bạch Đằng, mang toàn quân quy hàng, Hưng Đạo Vương bằng lòng cho, nhưng lại dùng kế lấy thuyền to chở quân cho về, rồi sai người bơi giỏi sung vào làm phu chở thuyền. Đang đêm ra đến ngoài biển, rình lúc quân Ô Mã Nhi ngủ say, lặn xuống đục thuyền, làm cho những người đã quy hàng chết đuối, không ai sống sót trở về được."
Vương Thông nghe vậy hoảng sợ, nghi ngờ Lê Lợi, bề ngoài tuy nói giảng hòa nhưng bề trong sai người đào hào, rắc chông để phòng thủ và viết thư xin cầu viện vua Minh Tuyên Tông. Cuối năm 1427, vua Minh Tuyên Tông điều viện binh cứu Vương Thông, sai Liễu Thăng mang 10 vạn quân tiến sang từ Quảng Tây; Mộc Thạnh mang 5 vạn quân từ Vân Nam kéo sang. Đây là hai tướng đã từng sang đánh Việt Nam thời nhà Hồ và nhà Hậu Trần.
Quân của vua Lê sức mỏng lực kiệt, không đủ sức đánh đuổi được giặc mạnh. Mẫu Thượng Ngàn mới mách cho cách diệt giặc phải đánh chặn ngay từ Chi Lăng. Chặn được đường tiến công của Liễu Thăng tại Chi Lăng thì quân Mộc Thạnh tự khắc rút lui.
Tháng 9/1427, Liễu Thăng đi đường Quảng Tây, Mộc Thạnh đi đường Vân Nam sang cứu Vương Thông. Đường Liễu Thăng đi dự tính từ Lạng Sơn, qua Xương Giang để vào Đông Quan. Lê Lợi sai Lê Sát, Lê Văn Linh và Lưu Nhân Chú mang 2 vạn quân và 5 voi trận lên ải Chi Lăng đón đánh.
Lúc bấy giờ, Mẫu Thượng Ngàn mới hô các quân Mường, quân Mán từ 81 cửa ngàn, 36 cửa rừng và 16 cửa bể đến Bắc Lệ, chiếm lại thành Xương Giang từ tay giặc, phò minh quân dẹp giặc. Thế nên mới có ngôi đền Công Đồng Bắc Lệ. "Công Đồng Bắc Lệ" ở đây không phải là đền thờ công đồng Tứ Phủ, mà là công đồng các chúa Mán, chúa Mường, Bát Bộ Sơn Trang, lang hùm lang sói. Lúc đó Mẫu sắc sai Chầu Năm trấn ngay cửa rừng Suối Lân, khi nào thấy giặc đến thì đem quân ngàn ra mà đánh. Mế Lục trấn tại cánh Hữu Lũng, Mế Bé trấn ở Voi Xô. Trên đèo Kẻng, Mẫu cho dàn quân, Bát Bộ Sơn Trang chia ra trấn từng vùng từng phương khắp vùng Quan Lạng. Mẫu cùng Đệ Nhị Sơn Trang Diệu Tín và Đệ Tam Sơn Trang Diệu Nghĩa đứng trên núi Mỏ Ba quan sát, chỉ đạo trận chiến.
Mẫu báo cho vua phải giả thua để dụ giặc vào trận mai phục tại ải Chi Lăng. Đồng thời Mẫu cũng báo cho vua ba tử huyệt của Liễu Thăng là đôi mắt, gáy và rốn; hãy dụ đánh đến trên núi mặt quỷ, dưới gốc cây to, khi nào thấy hắn ôm mặt thì chém sau gáy.
Y theo lời Mẫu, ngày 8/10, cánh quân Liễu Thăng tiến vào Việt Nam. Lê Sát đặt phục binh ở Chi Lăng rồi sai tướng giữ ải là Trần Lựu mang quân ra đánh nhử, giả thua, trước tiên bỏ ải Pha Lũy về ải Chi Lăng. Quân Minh hăng hái tiến lên giành ải Pha Lũy, rồi tiến đến Chi Lăng.
Mẫu đứng trên đền Mỏ Ba, sai Chầu Mười hóa ra đàn ong đốt vào mắt quân địch. Liễu Thăng bị đốt vào mắt, ôm mặt, liền bị phục binh của Lê Sát, Trần Lựu đổ ra chém chết. Khốn thay, loài ong đốt xong mất ngòi cũng chết, thế nên Chầu Mười hóa vào ngày 20/9 âm lịch. Nhân gian mới có câu:
"Cuối thu mãn hạn về tiên
Nhân dân kỷ niệm lập đền Mỏ Ba."
Sau khi Liễu Thăng bị chém đầu, chỉ quy quân Minh là Lương Minh. Quân Lam Sơn viết thư khuyên Lương Minh rút quân, nhưng viên tướng này không chịu khuất phục mà vẫn tiếp tục dẫn quân (còn khoảng 9 vạn) về Cần Trạm (nay là thị trấn Kép và các địa phương lân cận). Ngày 15/10, quân Minh đến Cần Trạm. Quân Lam Sơ gồm 3 vạn quân của Lê Lý, Lê Văn An cùng với 1 vạn quân của Lê Sát và Lưu Nhân Chú từ Chi Lăng rút về đã tổ chức mai phục và tập kích đối phương. Quân Minh bị thiệt hại nặng nề. Chỉ huy Lương Minh tử trận, thay bằng Đô đốc Thôi Tụ. Quân Minh vẫn tiếp tục tiến lên. Ngày 18/10, quân Lam Sơn phục binh ở Phố Cát, giết 1 vạn quân Minh. Lý Khánh phải tự tử. Lực lượng còn lại của nhà Minh dưới sự chỉ huy của Thôi Tụ, Hoàng Phúc, trên đường đi bị quân Mán quân Mường phục kich giết hơn nửa.

### Dị bản khác
Thần tích này liên quan đến đền Suối Mỡ, xã Nghĩa Phương, huyện Lục Nam, Bắc Giang (tương truyền đền được xây dựng vào thời Lê).
Vào thời vua Hùng Vương thứ 9, Hùng Định Vương (雄定王, 1331 - 1252 TCN), Hoàng hậu mang thai mãi không sinh nở được. Tất cả mọi người ai cũng lo sợ, nhưng sau cũng thấy quen dần. Đến năm thứ ba, Hoàng hậu dạo chơi trong rừng thì cơn đau đẻ ập đến. Bà ôm chặt thân cây quế, sinh hạ được một cô con gái rồi kiệt sức mà qua đời. Vương nữ được vua cha yêu quý, đặt danh hiệu Mỵ Nương Quế Hoa.
Mỵ Nương Quế Hoa lớn lên vừa ngoan ngoãn vừa xinh đẹp. Đến tuổi cập kê nàng vẫn màng hôn sự, chỉ hằng mong nhớ người mẹ quá cố của mình. Sau khi biết rõ sự tình, Mỵ nương quyết chí đi vào rừng tìm mẹ; để rồi từ đó chứng kiến những cảnh đói nghèo cơ cực của muôn dân. Nàng luôn trăn trở tìm cách giúp đỡ những người dân lành cực khổ kia.
Một đêm, giữa rừng núi âm u, nàng linh cảm thấy hơi ấm của người mẹ đã sinh ra mình. Nàng thốt lên gọi: "Mẹ ơi... mẹ ơi..." Đồng cảm với nỗi lòng của Mỵ Nương, một ông tiên hiện lên trao cho nàng phép thần thông, có thể dời núi, lấp sông, cứu giúp dân lành, luyện phép trường sinh. Có được phép thần và sách tiên, Mỵ Nương cùng 12 thị nữ ra sức đi giúp đỡ người dân nghèo, mang lại cho họ cuộc sống ấm no.
Một hôm, trên trời có đám mây ngũ sắc hạ xuống đón Mỵ Nương Quế Hoa và 12 thị nữ lên trời. Nhân dân đã lập đền thờ, tôn vinh Mỵ Nương Quế Hoa là Chúa Thượng Ngàn, hằng năm mở hội vào mùng 1/4 âm lịch để ghi nhớ công tích của Thánh Mẫu.

## Phù hộ
Người ta cho rằng các chiến công quân sự của nhiều triều đại Việt Nam đều có sự phù hộ của bà. Vì thế, các triều đại này, sau khi thắng lợi đều có lễ tạ ơn và có sắc thượng phong cho bà là công chúa.
Một truyền thuyết cho rằng hồi đầu thời kỳ khởi nghĩa Lam Sơn, lúc ấy lực lượng nghĩa quân còn yếu, đang đồn trú ở Phản Ấm thì quân Minh kéo đến bao vây. Nghĩa quân người ít chống cự không nổi, phải tan tác mỗi người mỗi nơi. Trong đêm tối, công chúa Thượng Ngàn đã hóa phép thành bó đuốc lớn, soi đường cho quân sĩ, tập hợp và dẫn dắt họ đi vào đất Mường Yên, về cơ sở núi Chí Linh. Ánh đuốc thiêng của bà, chỉ quân sĩ của Lê Lợi biết được, còn quân Minh không thể nào nhìn thấy.
Ở Chí Linh, nghĩa quân vừa sản xuất, vừa tập luyện và tập hợp, phát triển thêm lực lượng. Thật gian khổ, lắm phen không còn lương thực, phải lấy củ nâu củ mài thay cơm, nhưng nhờ sự che chở của công chúa Thượng Ngàn, quân đội của Lê Lợi vẫn ngày một thêm lớn mạnh. Quân Minh nhiều lần đến bao vây cũng đành phải chịu rút về. Từ Chí Linh, quân Lê Lợi tiến vào giải phóng Nghệ An, Thuận Hóa. Sau đó, với những trận thắng oanh liệt ở Tốt Động, Chúc Động, Chi Lăng và cuối cùng, bao vây quân Minh ở Đông Quan để kết thúc cuộc chiến, lập lại hòa bình cho nước Việt.

## Thờ phụng
Thánh Mẫu Thượng Ngàn, cũng như nhiều vị thần thánh khác, được nhiều người tôn thờ, và chính là hồn thiêng của sông núi, bao nhiêu đời nay dẫn dắt con cháu vững bước đi lên.
Bà có mặt ở khắp nơi, theo bước chân của dân chúng, khi ở miền rừng núi rồi xuống miền đồng bằng. Vì vậy, ở nhiều nơi người dân lập đền thờ phụng bà. Tuy nhiên, đại bản doanh của bà vẫn là vùng núi non và các cửa rừng. Những người đi rừng, muốn được bình yên, vạn sự tai qua nạn khỏi, thường đến cầu xin sự che chở, phù trợ của bà. Ai muốn săn bắt hay khai thác thứ gì trong rừng, cũng đặt lễ, thắp hương, cầu xin để được bà chấp thuận. Đôi khi Mẫu Thượng Ngàn cũng được hiểu chính là người Mẹ của Đức Thánh Tản Viên, theo cách hiểu này thì Đền thờ Mẫu Thượng Ngàn tại Đền Mẫu Đợi ở làng Dụ Đại xã Đông Hải huyện Quỳnh Phụ tỉnh Thái Bình để tưởng nhớ công ơn của Mẫu Ma Thị Cao Sơn - người mẹ có công ơn nuôi dưỡng Đức Thánh Tản Viên.
Tuy nhiên, có ba nơi được coi là trụ xứ chính của bà, gồm:
- Thứ nhất là đền Đông Cuông, xã đông Cuông, huyện Văn Yên, tỉnh Yên Bái.
- Thứ hai là đền Bắc Lệ, xã Bắc Lệ, huyện Hữu Lũng, tỉnh Lạng Sơn.
- Thứ ba là đền Suối Mỡ, xã Nghĩa Phương, huyện Lục Nam, tỉnh Bắc Giang.

## Lý giải về tên gọi khác nhau
Thánh Mẫu Thượng Ngàn có nhiều tên gọi khác nhau tùy thuộc vào nguồn gốc của Mẫu, địa danh đền của Mẫu, sắc phong của các triều đại phong kiến:
- Mẫu Đông Cuông được gọi theo địa danh Đông Cuông nơi ngôi đền Mẫu ngự.
- Lê Mại Đại Vương theo sắc phong của vua Lê lúc bà hoá phép giúp vua đánh giặc.
- Sơn Mẫu theo tên của mẹ hoặc con Sơn Tinh.
- Mỵ Nương Quế Hoa, Mỵ nương La Bình theo tên gọi của nguồn gốc xuất thân lúc giáng trần.
- Lâm Cung Thánh Mẫu chính là tên gọi khi hiển thánh tại đền Đông Cuông, Yên Bái.

## Tam tòa Sơn Trang
Nhạc Phủ mà Mẫu Thượng Ngàn cai quản vốn xuất phát từ tín ngưỡng thờ Sơn Trang của đồng bào miền núi phía Bắc. Vì vậy nên còn thấy sự xuất hiện của Tam tòa Sơn Trang. Có người cho rằng Mẫu Thượng Ngàn chính là vị đứng đầu Tam tòa Sơn Trang. Cũng có người cho rằng toàn bộ Tam tòa Sơn Trang nằm dưới quyền Mẫu. Hoặc cả ba vị Tam tòa Sơn Trang đều là những hóa thân của Mẫu.
- Thanh Sơn Chính Phái Đệ Nhất Thượng Ngàn, sắc phong Lê Mại Đại Vương, hiệu viết Bạch Anh Quản Trưởng Sơn Lâm Công Chúa
- Đệ Nhị Thượng Ngàn Cao Sơn Công Chúa Diệu Tín Thiền Sư
- Đệ Tam Thượng Ngàn Sơn Trang Tàng Hình Diệu Nghĩa Thiền Sư

Tránh nhầm lẫn Tam tòa Sơn Trang với Tam tòa Thánh Mẫu